# Ron Sider
Ronald Sider James (Stevensville, Ontario, 17 de setembro de 1939 - 27 de julho de 2022) foi um teólogo e ativista cristão estadunidense naturalizado canadense. Ele foi freqüentemente identificado por outros como esquerda cristã, embora ele pessoalmente declina qualquer inclinação política. Ele foi o fundador de Evangélicos para a Ação Social, uma associação que visa desenvolver soluções bíblicas para problemas sociais e econômicos. Ele também foi professor de teologia, holística e ministério público da igreja no Seminário Teológico Palmer em Wynnewood, Pensilvânia.

## Publicações
Sider publicou mais de 30 livros e escreveu mais de 100 artigos em revistas religiosas e seculares sobre uma variedade de tópicos, incluindo a importância de cuidar da criação como parte do discipulado bíblico.
Em 1977, foi publicado o livro Rich Christians in an Age of Hunger. Aclamado pelo Christianity Today como um dos cem livros mais influentes sobre religião no século XX, vendeu mais de 400 000 cópias em vários idiomas. Mais tarde, ele escreveu Good News Good Works (publicado pela Baker Book House), um chamado à igreja para abraçar o que Sider vê como o evangelho completo, por meio de uma combinação de evangelismo, engajamento social e formação espiritual. Seu livro acompanhante conta histórias sobre ministérios eficazes que unem evangelismo e transformação social.
Completely Pro-Life, publicado em meados da década de 1980, conclama os cristãos a se posicionarem consistentemente contra o aborto, a pena capital , as armas nucleares, a fome e outras condições que Sider vê como antivida. Cup of Water, Bread of Life foi publicado em 1994. Living Like Jesus (1999) foi chamado de Mere Christianity. Just Generosity: A New Vision for Overcoming Poverty in America (1999, 2007) oferece uma visão holística e abrangente para reduzir drasticamente a pobreza da América. Igrejas que fazem a diferença (2002) com Phil Olson e Heidi Rolland Unruh oferece ajuda concreta às congregações locais que procuram combinar evangelismo e ministério social. Publicações recentes incluem: Fixing the Moral Deficit: A Balanced Way to Balance the Budget (2012); Just Politics: A Guide for Christian Engagement  (2012); The Early Church on Killing: A Comprehensive Sourcebook on War, Abortion, and Capital Punishment (2012); The Spiritual Danger of Donald Trump: 30 Evangelical Christians on Justice, Truth, and Moral Integrity (2020).